# سيرة ومناقب عمر بن عبد العزيز الخليفة الزاهد (كتاب)
سيرة ومناقب عمر بن عبد العزيز الخليفة الزاهد هو كتاب عن الخليفة عمر بن عبد العزيز، ألفه الحافظ ابن الجوزي (508 هـ - 597 هـ)، أفرد المؤلف كتابه لأخبار الإمام الخليفة أمير المؤمنين عمر بن عبد العزيز بن مروان بن الحكم بن أبي العاص بن أمية (717 -720) ثامن الخلفاء الأمويين، خامس الخلفاء الراشدين، لأنها الأحق بالذكر من بين الخلفاء، فهي تنبه أولي الأمر، وقد آثر المصنف ابن الجوزي جمع آثاره، واختار ضم أخباره، لعلها تجمع لقارئها شمل دينه، ويقوي تكرارها على فكره أزر يقينه.

## وصلات خارجية
- تحميل الكتاب